# Vương cung thánh đường Thánh Máccô

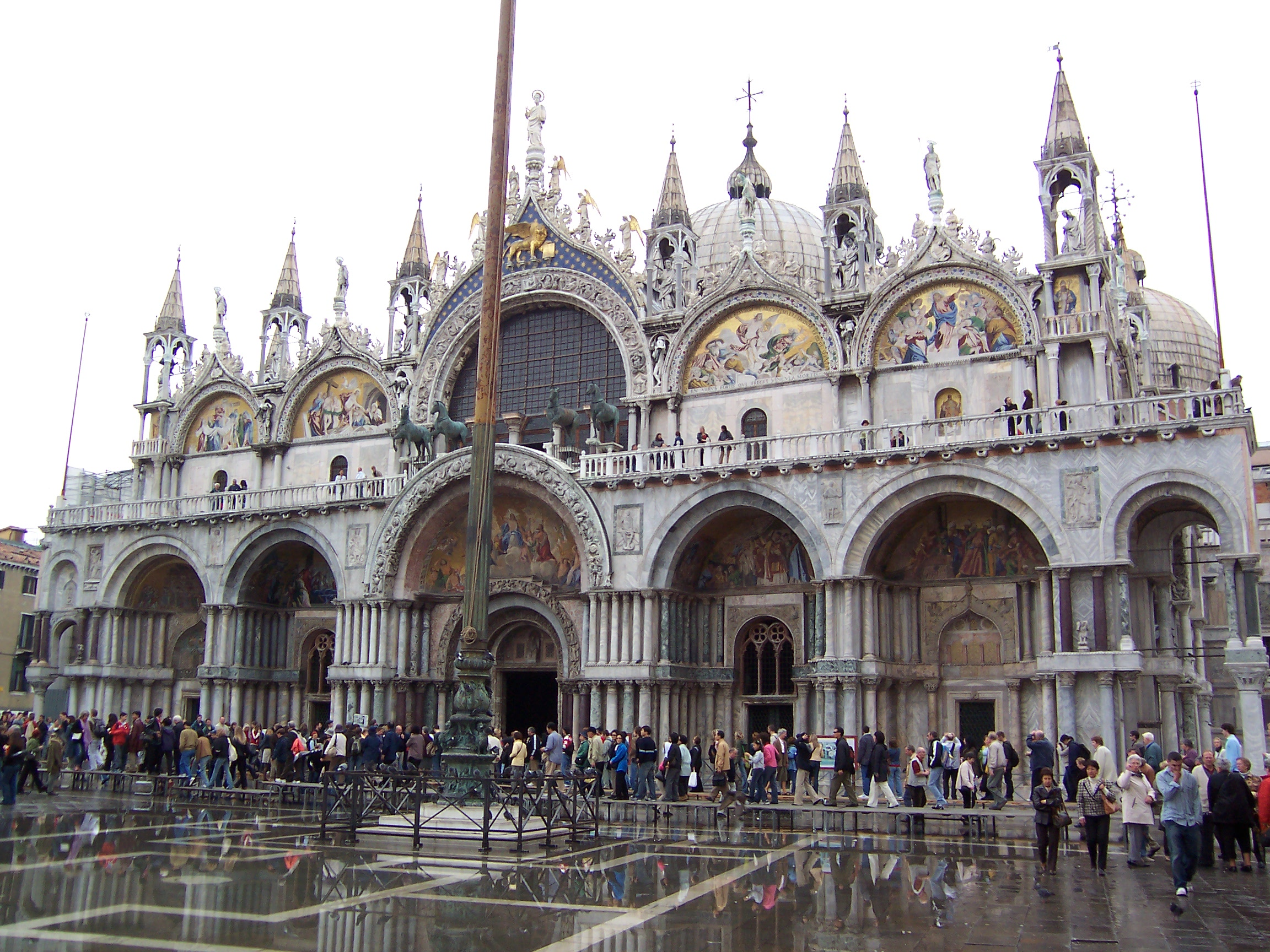
Nhà thờ San Marco

Vương cung thánh đường chính tòa thượng phụ Thánh Máccô (tiếng Ý: Basilica Cattedrale Patriarcale di San Marco) tại Venezia, Ý, là bảo vật quốc gia của Cộng hòa Venezia cho đến năm 1797 và từ năm 1807 là nhà thờ chính tòa của Venezia. Nhà thờ nằm trên Quảng trường San Marco trong khu phố San Marco.

## Lịch sử

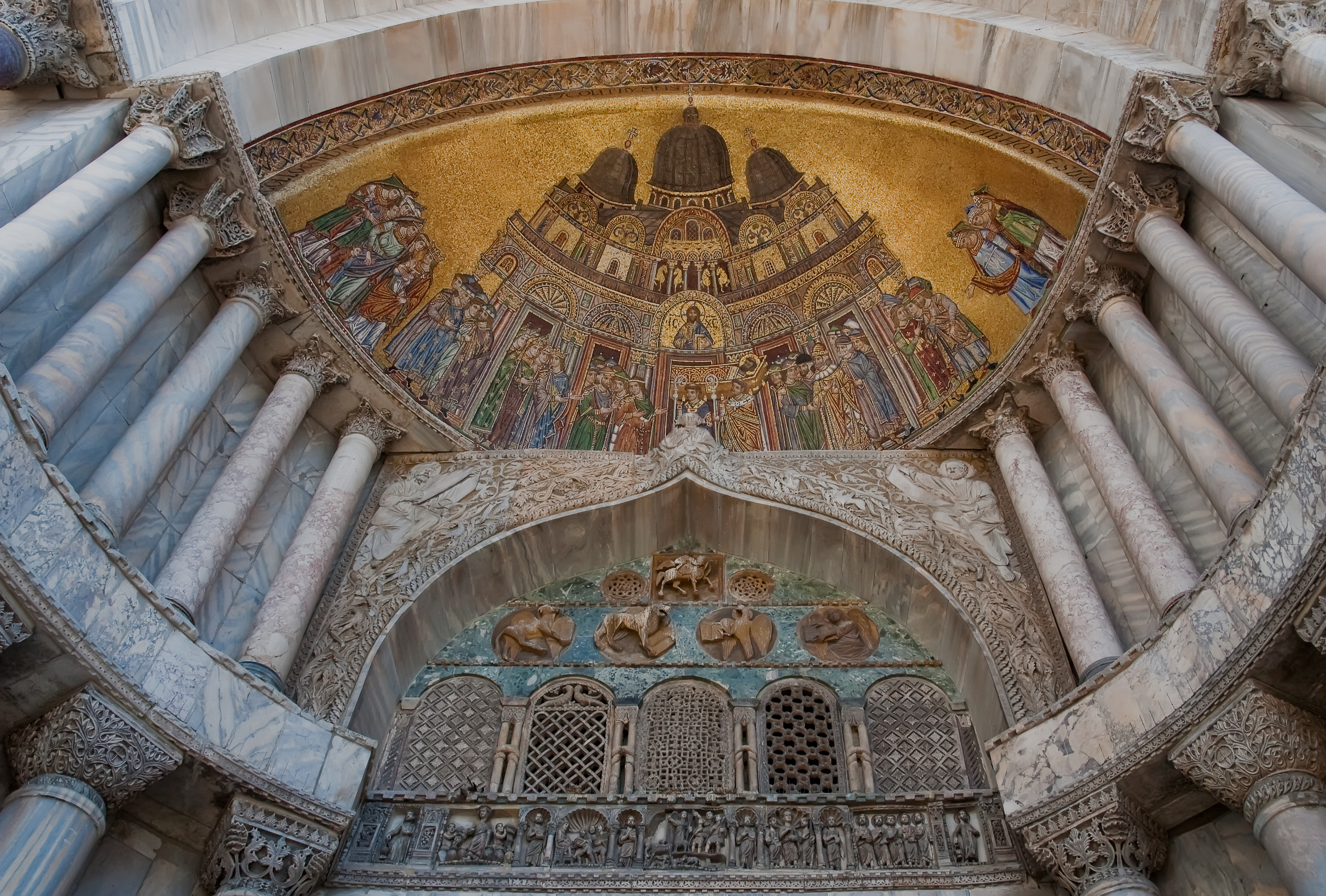
Là bức tranh duy nhất từ đợt đầu tiên, bức tranh khảm ở mặt ngoài này mô tả lễ đưa hài cốt của Thánh Máccô vào trong nhà thờ. Trong số những người khiên quan tài là một vị tổng giám mục. Bức tranh này cũng là hình ảnh duy nhất của ngôi nhà thờ nguyên thủy khi chưa có các công trình xây dựng mở rộng theo phong cách kiến trúc Gothic của thế kỷ 13 và thế kỷ 14.

Qua nhiều thế kỷ, mãi cho đến khi Cộng hòa Venezia suy tàn, chính phủ Venezia đã cố tình tách xa trụ sở của vị tổng giám mục khỏi nơi là trung tâm quyền lực của nền cộng hòa. Nhà thờ Thánh Máccô là nơi cầu nguyện của các vị tổng trấn (doge), được xây dựng để lưu giữ hài cốt của tông đồ Máccô, vị Thánh bảo hộ Venezia thay thế cho Thánh Theodorus. Dinh thự và nhà thờ chính tòa của tổng giám mục thời kỳ đấy nằm trong khu phố San Pietro di Castello xa xôi.
Nhà thờ Thánh Máccô đầu tiên được hiến tặng năm 828 và được xây dựng từ năm 829 đến 832 ở nơi nguyên là nhà thờ cầu nguyện của Dinh tổng trấn (Venezia) để lưu trữ hài cốt của Thánh Máccô do các thương gia Venezia mang từ Alexandria về đây. Năm 976, ngôi nhà thờ, Dinh Tổng trấn và khoảng 200 căn nhà đã bị hỏa hoạn thiêu đốt. Ngay trong năm đó vị tổng trấn Pietro I Orseolo đã bắt đầu cho xây mới. Qua nhiều lần ngưng trệ, công trình tái xây dựng kéo dài cho đến năm 1094 mới hoàn thành. Do Venezia có liên hệ mật thiết với Đế quốc Byzantine nên các nhà nghệ thuật tạo dáng cho công trình đều theo gương mẫu kiến trúc Byzantine. Mặt bằng nhà thờ là một chữ thập Hy Lạp (chữ thập vuông), phía trên là mái vòm. Các lần xây dựng mở rộng sau này trong thế kỷ 13 vẫn còn mang phong cách Byzantine, sang đến thế kỷ 14 thì đã mang phong cách kiến trúc Gothic.
Nhà thờ Thánh Máccô mang hình dáng cơ bản của Nhà thờ các tông đồ tại Constantinopolis, đã được xây dựng trong thế kỷ thứ 6 (536-546 nhưng đã bị phá hủy năm 1452). Nhà thờ hình chữ thập Hy Lạp có mái vòm này là bước phát triển chung cuối cùng của nghệ thuật kiến trúc thời đầu Ki tô giáo. Sau đấy, nghệ thuật kiến trúc đã tách ra thành hai hướng: kiến trúc Byzantine phía đông và kiến trúc phương Tây, là kiến trúc dẫn đến nghệ thuật kiến trúc Carolinge và kiến trúc Roman.

## Kiến trúc
Trên 500 cột bằng đá hoa, porphyry, thạch anh (jasper), serpentine và thạch cao tuyết hoa (alabaster) trang trí cho mặt ngoài cũng như bên trong nhà thờ. Các tấm tranh khảm (mosaic) trên nền mạ vàng (diện tích tổng cộng là 4.240 m²) đã mang lại cho nhà thờ tên "Nhà thờ Vàng". Các bức lâu đời nhất xuất phát từ thế kỷ 12, phần lớn là từ thế kỷ 13. Một vài bức – đặc biệt là mặt ngoài nhà thờ - đã được thay thế bằng các tác phẩm có cùng motiv từ thế kỷ 16 đến thế kỷ 18.
Mặt chính nhà thờ với hai tầng có 5 cổng mà trong đó 3 cổng giữa dẫn vào tiền sảnh. Cổng chính được trang trí bằng đầu sư tử có 3 vòm với các tượng từ thế kỷ 13 mô tả các phường hội Venizia, tượng trưng của 12 tháng trong năm và biểu tượng của đức hạnh. Trước cửa sổ tầng trên là bản sao của bốn con ngựa nổi tiếng bằng đồng mạ vàng. Mỗi một tượng ngựa cao 1,60 m và nặng 875 kg. Chúng xuất phát từ khoảng thế kỷ thứ 4, do Enrico Dandolo mang về Venezia từ Constantinopolis trong cuộc Thập tự chinh lần thứ 4.
Nhà thờ được chia làm 3 gian và, theo gương mẫu Byzantine, có một gian tiền sảnh với các bức tranh khảm (1220-1290) mô tả cảnh trong sách Cựu Ước. Thuộc vào trong số các phẩm nổi tiếng nhất là Pala d'oro, màn che phía sau của bàn thờ chính (thế kỷ 10 – thế kỷ 14).

## Nội thất

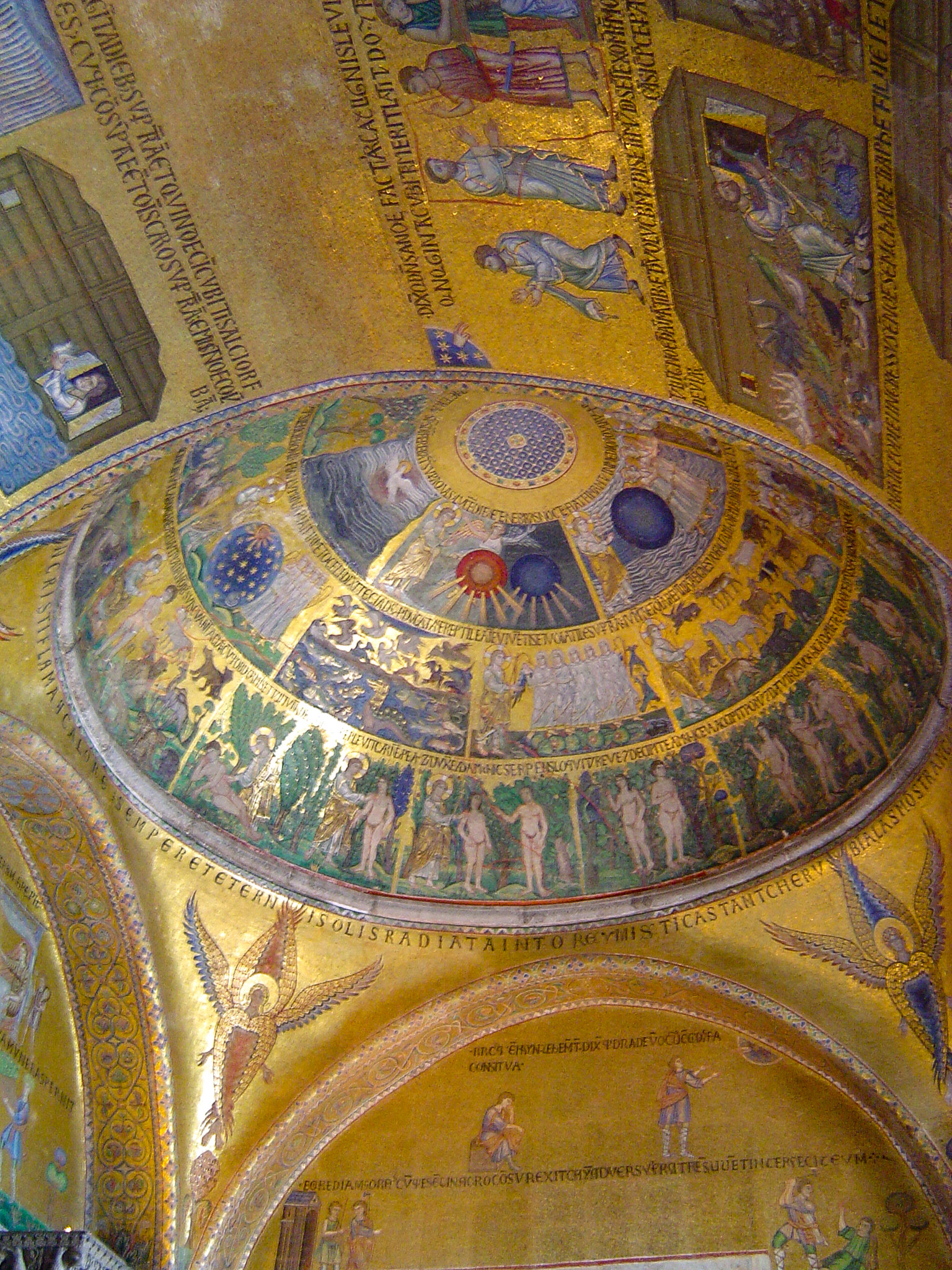
Tranh khảm mô tả Đức Chúa sáng tạo thế giới

Điểm thu hút chính bên trong nhà thờ là các tấm tranh khảm. Các tác phẩm này được bắt đầu dưới thời của tổng trấn Domenico Selvo (1071 – 1084) và được tiếp tục trong những thế kỷ tiếp theo sau đó. Trên diện tích 4.240 m², bộ tranh khảm lớn nhất của phương tây mô tả lại các đề tài trong kinh Cựu Ước (trên tiền sảnh) và Tân Ước (trong nhà thờ). Nơi rửa tội trong phần phía nam của tiền sảnh cũng được trang trí với rất nhiều tranh khảm, thuộc vào trong số các tranh khảm đẹp nhất trong nhà thờ.
Kiến trúc nhà thờ sử dụng rất nhiều cột. Mỗi khi xâm chiếm (thí dụ như Byzantine trong lần Thập tự chinh năm 1204), người Venezia thường mang nhiều cột làm bằng vật liệu quý giá về Venezia để trang hoàng cho vật báu quốc gia này. Nhà thờ Thánh Máccô có 2.600 cột (người ta tin rằng trong số đó có một vài cột từ Đền thờ Salomon), được dựng phía ngoài và bên trong, chủ yếu là để trang trí và cũng là biểu tượng cho quyền lực của Venice.
Cũng đáng đến tham quan là Tesoro, nơi trưng bày nhiều dụng cụ, di vật và tác phẩm điêu khắc mang tính tôn giáo còn lại (phần lớn đã bị Napoléon chiếm đoạt). Museo Marciano phía trên của tiền sảnh, nguyên là xưởng của những người thợ khảm tranh ngày xưa, trưng bày bốn con ngựa bằng đồng mạ vàng nguyên bản, nhiều tượng Thánh, áo khoác khi làm lễ và nhiều tranh khảm vụn.

## Bộ tứ mã

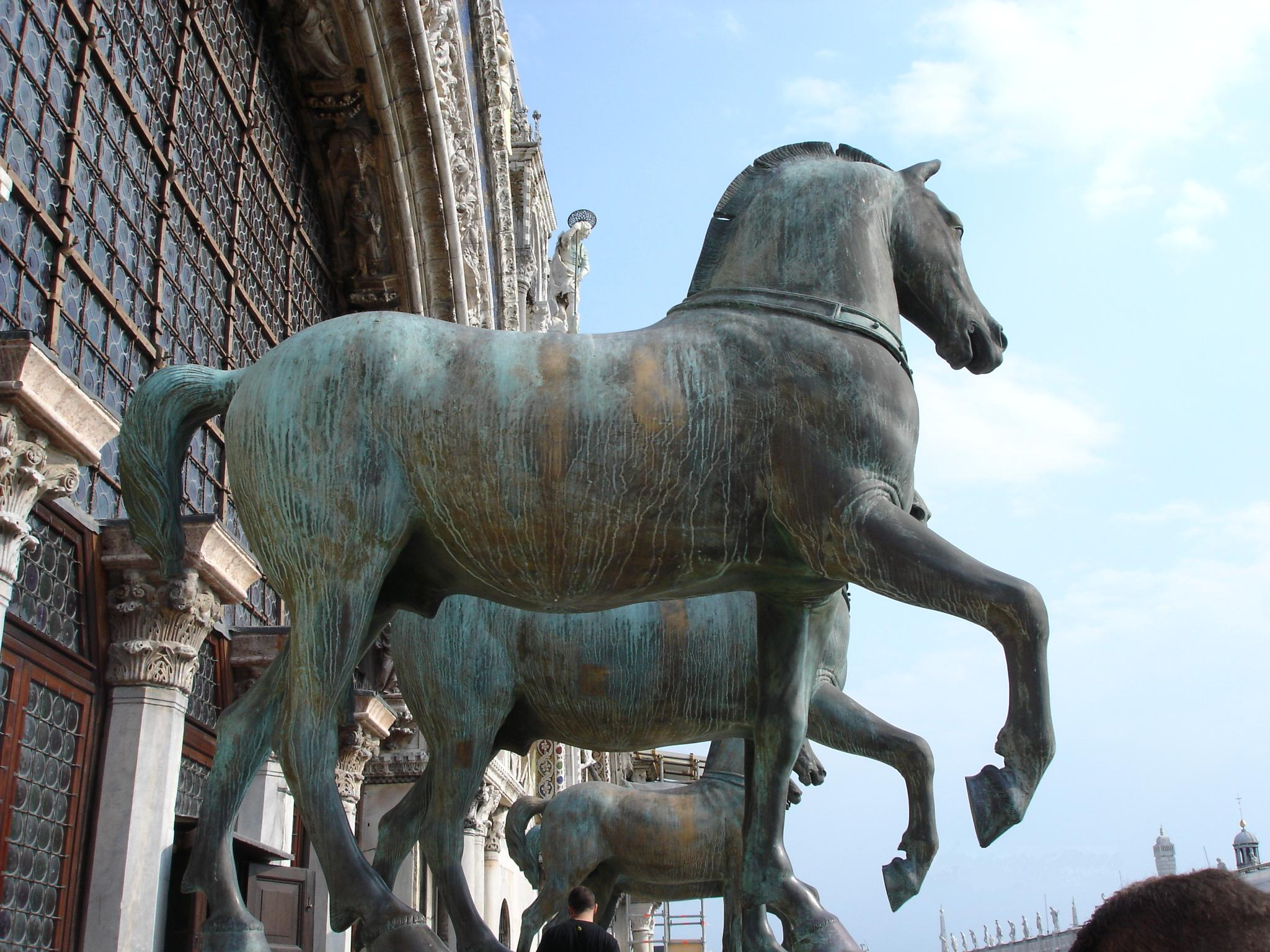
Bộ tứ mã

Bộ tứ mã này là một tứ mã duy nhất còn lại từ thời Cổ đại. Bộ tứ mã được đúc cách đây khoảng 2.000 năm, nơi đúc chúng không thống nhất trong các tài liệu còn lại: Roma, Hy Lạp hay Alexandria là những nơi được nhắc đến. Chúng đầu tiên được dựng trên khải hoàn môn của Hoàng đế Nero tại Roma. Hoàng đế Constantine mang bộ tứ mã này về Constantinople rồi từ đấy chúng là chiến lợi phẩm được mang về Venezia năm 1204. Năm 1798 Napoléon cho mang chúng cũng như nhiều báu vật nghệ thuật khác về Paris, trưng bày trong Bảo tàng Louvre và rồi bộ tứ mã lại được trả trở về Venezia năm 1815.
Mỗi một con ngựa cao 1,7 m nặng khoảng 15 tấn được đúc hoàn toàn bằng đồng và mạ vàng, bao gồm hai phần, đường kết nối hai phần này được che bằng bộ dây cương.